# Machete Kills
Machete Kills (Russisch: Мачете убивает , Machete ubivajet) is een Amerikaanse misdaad-actiefilm uit 2013 onder regie van Robert Rodriguez. De productie is het vervolg op Machete uit 2010.

## Verhaallijn
Mexicaans voormalig federaal agent Machete Cortez wordt gerekruteerd door de president van de Verenigde Staten voor een schier onmogelijke missie: het uitschakelen van de revolutionaire gek en excentrieke miljardair Luther Voz, die een wereldwijde oorlog wil beginnen.

## Rolverdeling
| Acteur                           | Personage                         |
| -------------------------------- | --------------------------------- |
| Danny Trejo                      | Machete Cortez                    |
| Michelle Rodríguez               | Luz/Ché                           |
| Mel Gibson                       | Luther Voz                        |
| Jessica Alba                     | Sartana Rivera (onvermeld)        |
| Charlie Sheen                    | President van de Verenigde Staten |
| Sofía Vergara                    | Madame Desdemona                  |
| Demián Bichir                    | Mendez the Madman                 |
| Amber Heard                      | Miss San Antonio                  |
| Lady Gaga                        | La Chameleón                      |
| Antonio Banderas                 | Gregorio Cortez / El Cameleón #4  |
| Cuba Gooding jr.                 | El Cameleón #2                    |
| Walton Goggins                   | El Cameleón #1                    |
| Alexa Vega                       | KillJoy                           |
| Vanessa Hudgens                  | Cereza                            |
| Electra Avellan en Elise Avellan | Zusters Mona en Lisa              |
| Marci Madison                    | Zuster Fine                       |
| Tom Savini                       | Osiris Amanpour                   |
| William Sadler                   | Sheriff Doakes                    |
| Callie Hernandez                 | Space Babe                        |
| Billy Blair                      | Billy Blair                       |
| Emmy Robbin                      | Pris                              |
| Elle LaMont                      | Dollface                          |